# Tsai Ming-liang
Tsai Ming-liang (en chino, 蔡明亮; pinyin, Cài Míngliàng; Kuching, 27 de octubre de 1957) es un cineasta de origen chino-malayo. Ha escrito y dirigido 10 películas y también numerosos cortometrajes y películas para la televisión. Tsai es uno de los directores de cine más célebres de la "Segunda Ola" de directores de cine taiwanés. Sus películas han sido aclamadas en todo el mundo y han ganado numerosos premios en festivales de cine.

## Biografía
Tsai nació en Malasia con ascendencia china y pasó sus primeros 20 años en Kuching, Sarawak, después de lo cual se trasladó a Taipéi, Taiwán. Esto, dijo, tuvo "un impacto enorme en [su] mente y psique", tal vez más tarde reflejado en sus películas. "Incluso hoy en día", dijo Tsai, "siento que no pertenezco ni a Taiwán ni a Malasia. En cierta forma, puedo ir a donde yo quiera y encajar, pero nunca siento el sentido de pertenencia."
Tsai se graduó del Departamento de Drama y Cine de la Universidad Cultural de Taiwán en 1982 y trabajó como productor teatral, guionista y director de televisión en Hong Kong. De 1989 a 1991 dirigió varias películas para la televisión. En dos de ellas Todos los Rincones del Mundo y Chicos, las protagonizó su musa, el actor Lee Kang-sheng.

## Carrera

### 1992–1998
El primer largometraje de Tsai fue Rebeldes del Dios del Neón (1992). Una película sobre jóvenes con problemas en Taipéi, protagonizada por Lee como el personaje de Hsiao-Kang. Desde entonces, Lee apareció en todos los largometrajes de Tsai hasta 2013. La segunda producción de Tsai, Vive L'Amour (1994), trata de tres personas que sin saberlo comparten un departamento. La película tiene un ritmo lento, pocos diálogos y es sobre alienación; todas estas características se convirtieron en la marca de Tsai. Vive L'Amour fue aclamado por la crítica y ganó el Golden Horse Awards a la mejor película y mejor director.
La siguiente película de Tsai fue El Río (1997), en la que una familia tiene que lidiar con el dolor de cuello de su hijo. La familia es similar a la que aparece en Rebeldes del Dios de Neón y es interpretada por los mismos actores. El Agujero (1998) trata de dos vecinos en un apartamento. Cuenta con varios números musicales.

### 1999–2009
En la película de Tsai, ¿Qué Hora Es Allí? (2001), un hombre y una mujer se encuentran en Taipéi antes de que la mujer viaja a París. Este fue el primer largometraje de Tsai donde Chen Shiang-chyi participó, quien sería la estrella de sus siguientes películas junto a Lee. Adiós, Dragon Inn (2003) es acerca de la gente en el interior de un antiguo cine que se está por cerrar. Para esta película, Tsai utilizó tomas aún más largas y menos diálogos que en las anteriores, una tendencia que continuó en sus trabajos posteriores. El Caprichoso en la Nube (2005) es una secuela de ¿Qué Hora Es Allí? en la que Hsiao-Kang y Shiang-chyi se ven de nuevo y empiezan una relación, mientras que Hsiao-Kang trabaja como actor de cine pornográfico. Esta película, como El Agujero, cuenta con varios números musicales, entre el típico ritmo lento de Tsai.
La siguiente película de Tsai, No Quiero Dormir Sola (2006), fue su primer trabajo en Malasia y se trata de dos personajes diferentes, ambos interpretados por Lee.
En 2007, el Comité de Censura de Malasia prohibió la película por estar basada en incidentes en los que se representa al país "con una mala imagen" por razones culturales, étnicas y raciales. Sin embargo, más tarde se permitió que la película se proyectará en el país después de que Tsai acordó censurar partes de la película de acuerdo a sus necesidades. La siguiente película de Tsai Cara (2009), trata de un director Taiwanés que viaja a Francia para filmar una película.

### 2010–presente

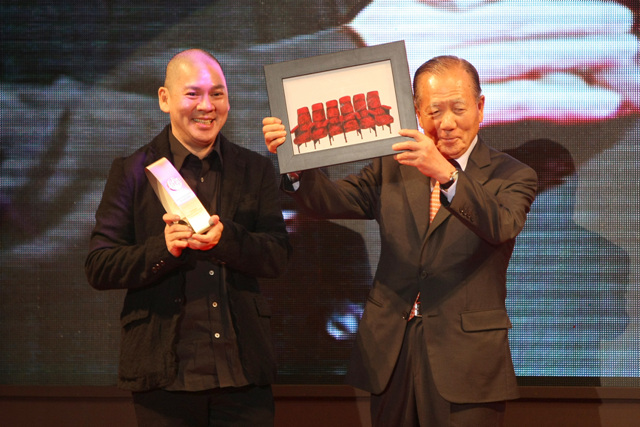
Tsai (a la izquierda), fue nombrado el Cineasta Asiático del Año en el Festival de Cine de Busan 2010.

La siguiente película de Tsai fue Perros Callejeros (2013), que es acerca de una familia indigente. Tsai también dirigió varios cortometrajes, incluyendo "Walker" segmento de Hermoso 2012 (2012) y Viaje al Oeste (2014), que tienen el mismo personaje: un monje interpretado por Lee que viaja caminando lentamente.

### Premios
Los honores filmográficos de Tsai son un León de Oro (mejor película) por Vive L'Amour en el Festival de Cine de Venecia de 1994; el Oso de Plata – Premio Especial del Jurado por El Río en el Festival de Cine de Berlín número 47; el premio FIPRESCI por El Agujero en el Festival de Cine de Cannes de 1998; y el premio Alfred Bauer y el Oso de Plata por su Sobresaliente Logro Artístico por La Nube Caprichosa en el Festival de Cine de Berlín de 2005. En 1995, fue miembro del jurado en el Festival de Cine de Berlín número 45.
En 2003, Tsai fue elegido por el periódico británico The Guardian como el N.º 18 de los 40 mejores directores del mundo.

## Filmografía

### Largometrajes
- Rebeldes del Dios del Neón (1992)
- Vive L'Amour (1994)
- El Río (1997)
- El Agujero (1998)
- ¿Qué Hora Es Allí? (2001)
- Adiós, Dragon Inn (2003)
- El sabor de la sandía (2005)
- No Quiero Dormir Sola (2006)
- Cara (2009)[6]
- Perros Callejeros (2013)[7][8]
- Viaje al Oeste (2014)[9]
- Rizy / Days (2020)

### Cortometrajes
- Pescado, Metro (2001)
- Una Conversación con Dios (2001)
- El Skywalk Es Pasado (2002)
- Madame Butterfly (2008) – parte de Lucca Festival de Cine de proyecto "TwentyPuccini"[10][11][12][13]
- Sin Forma (2012)[14]
- Sutra De Diamante / Sonámbulo (2012)[15][16]
- Xing Zai Shui Shang (2013)
- Xiao Kang (2015)[17][18]
- The Night (2021)[19]

### Segmentos
- Bienvenido a São Paulo (2004) – "el Acuario"
- A Cada uno Su Cine (2007) – "Es un Sueño"
- Hermoso 2012 (2012) – "Walker"[20][21][22]
- Cartas desde el Sur (2013) – "Caminando sobre el Agua"[23][24][25]
- Hermoso 2015 (2015) – "No, No Dormir"[26][27]

### Documentales
- Dormir en Aguas Oscuras (2008)
- Por la tarde (2015)[28][29]

### Películas de televisión
- Inagotable Amor (1989)
- La Feliz Weaver (1989)
- Lejos (1989)
- Todos los Rincones del Mundo (1989)
- El Amor de Línea de Li Hsiang (1990)
- Mi Nombre es Mary (1990)
- El Primer Amor de Ah-Hsiung (1990)
- Me dan un Hogar (1991)
- Chicos (1991)
- La Dote de Hsio Yueh (1991)
- Mis Nuevos Amigos (1995)

### Reparto
Tsai con frecuencia reutiliza a los actores con los que ha trabajado en películas anteriores:
| Actor             | Rebels of the Neon God (1992) | Vive L'Amour (1994) | The River (1997) | The Hole (1998) | What Time Is It There? (2001) | Goodbye, Dragon Inn (2003) | The Wayward Cloud (2005) | I Don't Want to Sleep Alone (2006) | Face (2009) | Stray Dogs (2013) |
| ----------------- | ----------------------------- | ------------------- | ---------------- | --------------- | ----------------------------- | -------------------------- | ------------------------ | ---------------------------------- | ----------- | ----------------- |
| Lee Kang-sheng    | N                             | N                   | N                | N               | N                             | N                          | N                        | N                                  | N           | N                 |
| Lu Yi-ching       | N                             | N                   | N                | N               | N                             | N                          | N                        |                                    |             |                   |
| Yang Kuei-mei     | N                             | N                   | N                | N               | N                             | N                          | N                        |                                    |             |                   |
| Chen Shiang-chyi  | N                             | N                   | N                | N               | N                             | N                          | N                        |                                    |             |                   |
| Chen Chao-jung    | N                             | N                   | N                | N               | N                             | N                          |                          |                                    |             |                   |
| Miao Tien         | N                             | N                   | N                | N               | N                             |                            |                          |                                    |             |                   |
| Jean-Pierre Léaud | N                             | N                   |                  |                 |                               |                            |                          |                                    |             |                   |
| Norman Atun       | N                             | N                   |                  |                 |                               |                            |                          |                                    |             |                   |

## Premios y distinciones
Festival Internacional de Cine de Cannes
| Año  | Categoría            | Película | Resultado |
| ---- | -------------------- | -------- | --------- |
| 1998 | Premio de la Crítica | Dong     | Ganador   |

Festival Internacional de Cine de Venecia
| Año  | Categoría       | Película           | Resultado |
| ---- | --------------- | ------------------ | --------- |
| 1994 | León de Oro     | Vive L'Amour       | Ganador   |
| 1994 | Premio FIPRESCI | Vive L'Amour       | Ganador   |
| 2003 | Premio FIPRESCI | Goodbye Dragon Inn | Ganador   |